# Givrezac

Givrezac este o comună în departamentul Charente-Maritime, Franța. În 1 ianuarie 2022 avea o populație de 77 de locuitori.